# Mariana Constantin
Mariana Constantin (Ploiești, Románia, 1960. augusztus 3. –) olimpiai ezüstérmes román szertornász.
1976-ban felkerült a Nemzetközi Torna Szövetség Világszínvonalú tornászok listájára.

## Életpályája
Öt éves korában kezdett tornázni a Petrolul Ploieşti sportklubban, ahol edzője Leana Sima volt.
A válogatottban Károlyi Márta, Károlyi Béla és Pozsár Géza edzették.

### Juniorként
Az 1975-ös Nagybányán megrendezett Junior Barátság Turnén talajon első, egyéni összetettben, ugrásban és a csapattal második, felemás korláton harmadik, gerendán pedig ötödik helyezett volt.

### Felnőttként

#### Nemzetközi eredmények
1975-ben a Moscow News-on tizedik helyen végzett egyéni összetettben.
Az 1975-ös Románia-Nyugat-Németország találkozón egyéni összetettben harmadik, az 1976-os Nagy-Britannia-Románián a csapattal első, egyéni összetettben pedig hetedik helyet ért el.
Nagojában 1976-ban a Chunichi Kupán harmadik helyezett volt Elena Davydovával megosztottan.
Az 1976-os Balkán-bajnokságon ezüstérmet szerzett egyéni összetettben.

##### Olimpiai játékok
Az olimpiai játékoknak egyetlen kiadásán vett részt egy ezüstérmet szerezve.
Ez a szereplése az 1976. évi nyári olimpiai játékokon Montréalban volt, a csapat többi tagja pedig Nadia Comăneci, Anca Grigoraș, Teodora Ungureanu, Gabriela Trușcă és Georgeta Gabor volt. Ugyanitt tizenegyedik helyen végzett egyéni összetettben.

## Díjak, kitüntetések
1976-ban a Sport Érdemrend II. osztályával tüntették ki.
A Román Torna Szövetség 1975-ben és 1976-ban is beválasztotta az év tíz legjobb női sportolója közé.
1976-ban Kiváló Sportolói címmel tüntették ki.
A Nemzetközi Torna Szövetség 1976-ban felvette a Világszínvonalú tornászok listájára.